# Dolmen de la Clusella
El dolmen de la Clusella o  Crusella és un megàlit del Eneolític del terme municipal de Castellcir, (Moianès), inclòs a l'Inventari del Patrimoni Arqueològic i Paleontològic de Catalunya.
Es troba a uns 500 metres al nord-oest de la masia de la Clusella, a la Vall de Marfà. És un megàlit del tipus de cambra simple, de mida força gran. Aquests tipus de sepulcres pertanyen a l'edat de bronze, entre el 2000 i el 1500 aC. Té la forma de cista rectangular tancada. Hi ha cinc lloses, les dels costats més altes que les del costat sud. La llosa de la coberta ha desaparegut. Es conserven restes del túmul circular, molt erosionat. Hi aparegueren algunes peces dentals.

## Història
Fou excavat per J.Sala Molas sense resultat i per Batista novament el 1958, que en feu l'estudi i aixecament.
Durant la visita arqueològica realitzada el 2016 amb motiu de la revisió de la Carta arqueològica es va comprovar que el seu estat correspon al dibuix d'aquest últim a excepció del tancament de la cista pel sud, del qual no se'n poden apreciar les pedres.